# Río Gallegos
Río Gallegos is een plaats in het Argentijnse bestuurlijke gebied Güer Aike in de provincie Santa Cruz. De plaats telt 79.144 inwoners. Nabij de stad bevindt zich een Argentijnse luchtmachtbasis.
De plaats is sinds 1961 de zetel van het rooms-katholieke bisdom Río Gallegos.

## Hydrografie
De plaats ligt aan de rivier de Gallegos.

## Geboren
- Néstor Kirchner (1950-2010), president van Argentinië (2003-2007), advocaat en politicus

## Galerij

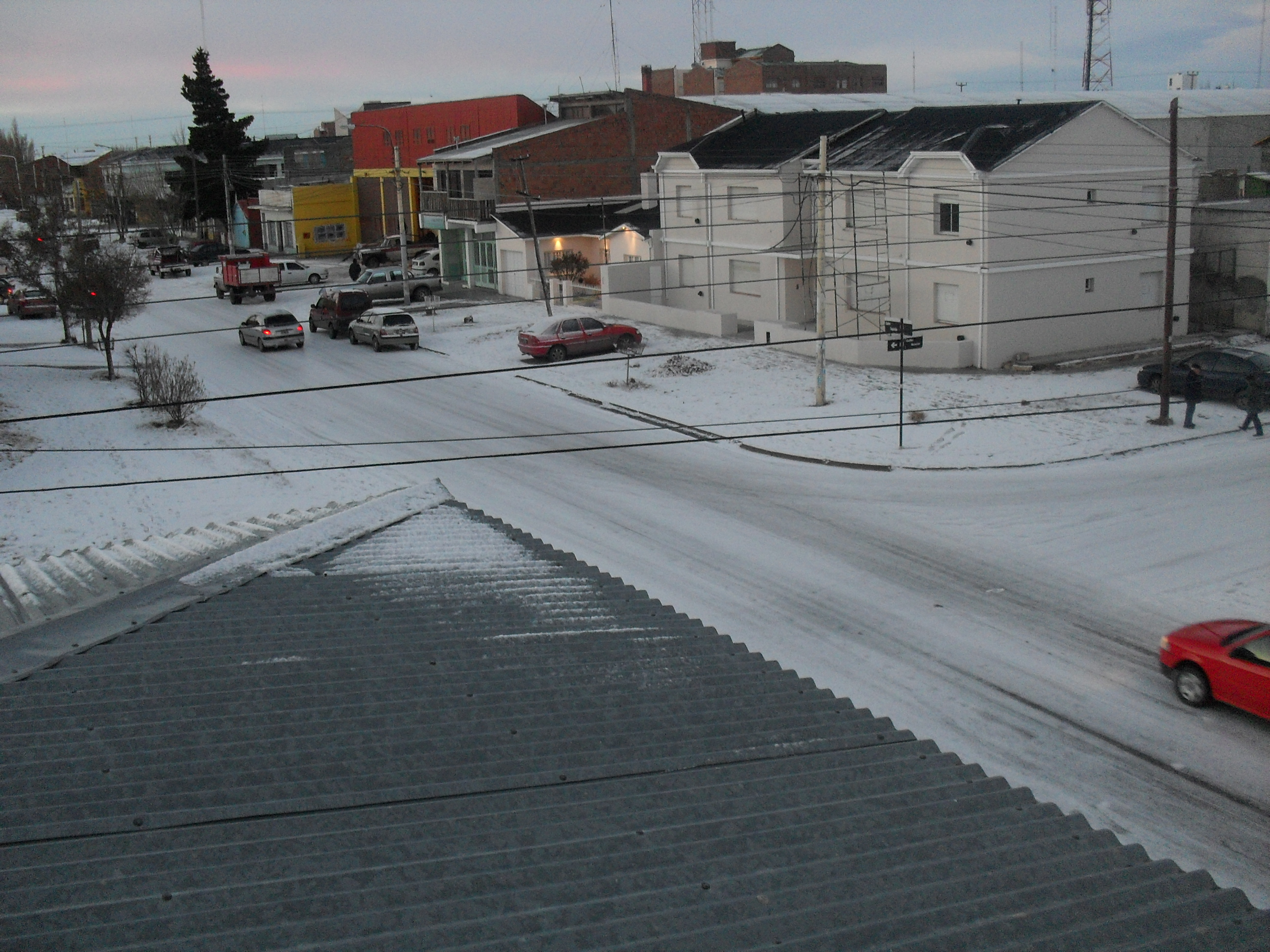
De stad in de winter
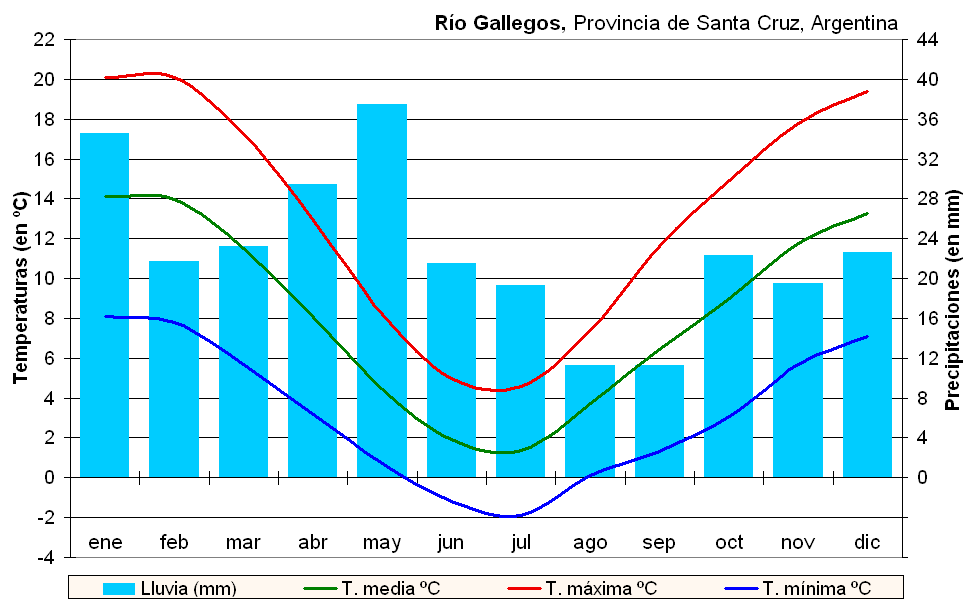
Gemiddelde temperatuur en neerslag